# カルソ広場
カルソ広場（カルソひろば、プラザ・カルソ、スペイン語:Plaza Carso）は、メキシコシティのミゲル・イダルゴ、ヌエボ・ポランコに位置するラテンアメリカ最大の複合商業施設。
創設者はカルロス・スリム及びカルソ・グループ社。

## 概要
2つの美術館・劇場・水族館・ショッピングセンター・ホテル・3つの企業タワーと集合住宅で構成されている。
これらの主な施設として、ソウマヤ美術館というカルロス・スリム財団の保有する美術品コレクションを展示する美術館。
年間約200万人の来場者を誇り、メキシコ国内でも有数の規模をもつ美術館である。また、メキシコ一の電気通信会社アメリカ・モビールの子会社であるInfinitum(Telmex)・Telcelの本社があり、プラザ・カルソにはその他数々の名企業が置かれている。

## 歴史
プラザ・カルソの施設が建設される以前はゼネラル・モーターズのタイヤ工場・ビトロガラス工場やその工業団地が1934年から1970年代半ばまで存在し、これらの施設は現在のプラザ・カルソの前身ともいえる。かつて工場や工業団地があった場所には、数々のオフィスビルや集合住宅が建てられている。カルロス・スリムが初めてヌエボ・ポランコに大規模複合施設を建設すると発表した時の主な内容は、8億ドルを出資し4900から10000人以上の作業員を雇い、さらにプラザ・カルソ建設によってメキシコ国内の鉄鋼・セメント・ガラス・機械などの産業を活性化させることができるというものである。プラザ・カルソ建設計画での最も優れた長所は、大量の出資や雇用を行うため、国内の雇用率を向上させ全世界が経験した貧困のループから抜け出すことができるというもの。

### 建設[4]
2008年1月 - プラザ・カルソの建設が正式に開始。第一期工事ではファルコンオフィスタワー・Telcelタワー・フリスコ/ラゴチューリッヒオフィスタワー・カルソ第一住居を建設。その他の施設も建設し、順次開業させると発表。
2010年 - 第一期工事が終了。これらの施設が開業し、プラザ・カルソとしてオープン。
2011年 - ソウマヤ美術館・ルノアールタワーが開業。
2013年 - カルソ第二住居・フメックスタワーが開業。これにより西側の貨物線は廃止される。
2014年 - フメックス美術館・インブルサ水族館・Telcel劇場が営業開始。
2023年 - カルソ第三住宅の建設が開始。

## 施設

### 娯楽施設

#### ソウマヤ美術館(Museo Soumaya)
詳細は[ソウマヤ美術館]を参照
高さ:47m　面積:15.858㎡　階数:7階　開業:2011年3月1日

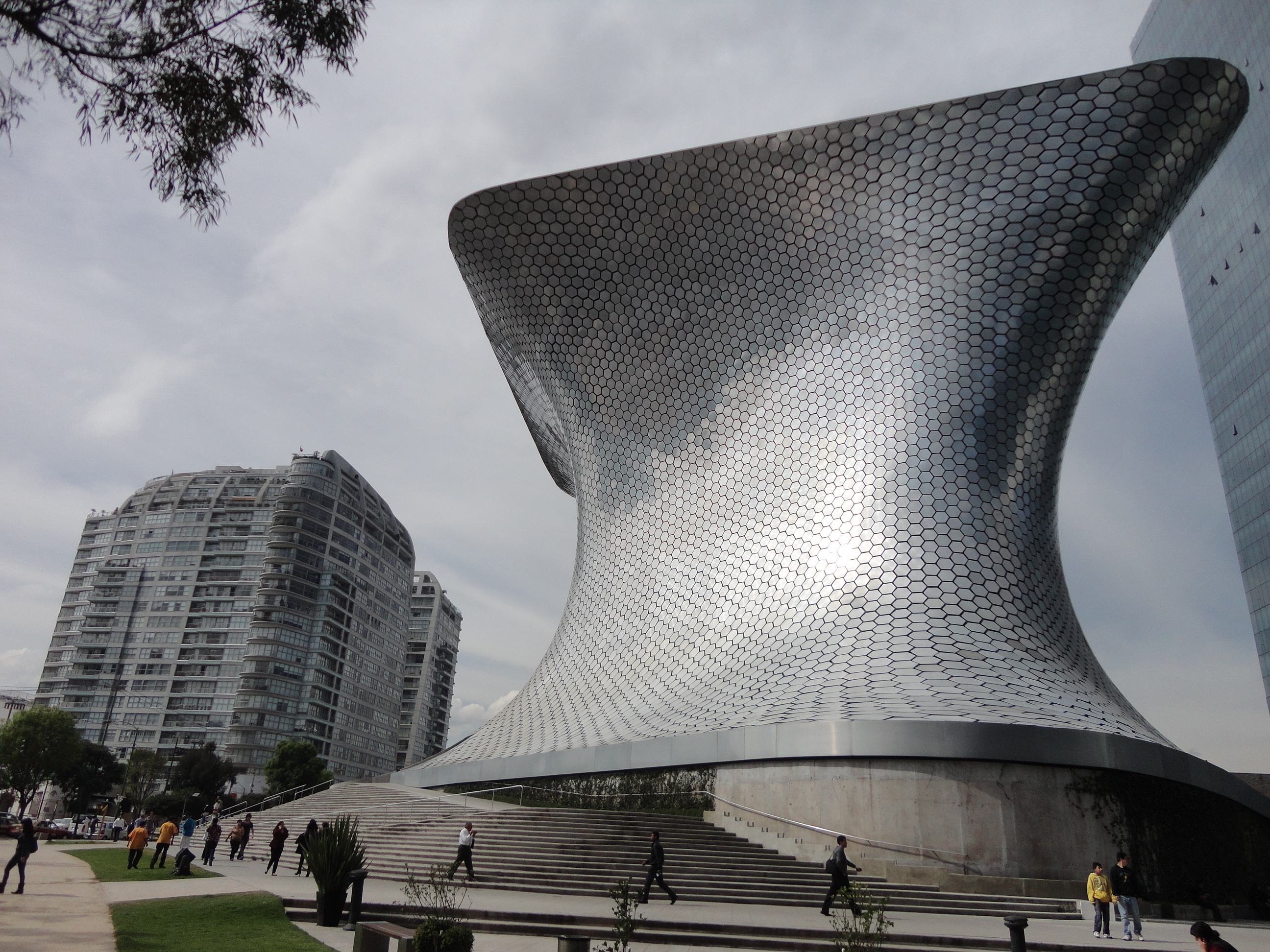
Telcel劇場側から見たソウマヤ美術館

プラザ・カルソの代表的建築物ともいえるこの美術館は、創設者カルロス・スリムとその財団のコレクションを保管・展示するために造られており、サン・アンヘルから2011年3月にヌエボ・ポランコへ移転した。この美術館は建築家フェルナンド・ロメロにより設計され、約17000個の六角形のアルミニウム片を表面に使用し設計された。「ソウマヤ美術館」という名前は1999年に亡くなったカルロス・スリムの妻ソウマヤ・ドミットから来ている。また、この左右非対称で構造幾何学な建物の形はソウマヤ・ドミットの首の形をベースにしている。

#### フメックス美術館(Museo Jumex)
高さ:--m　面積:900㎡　階数:3階　開業:2013年11月19日

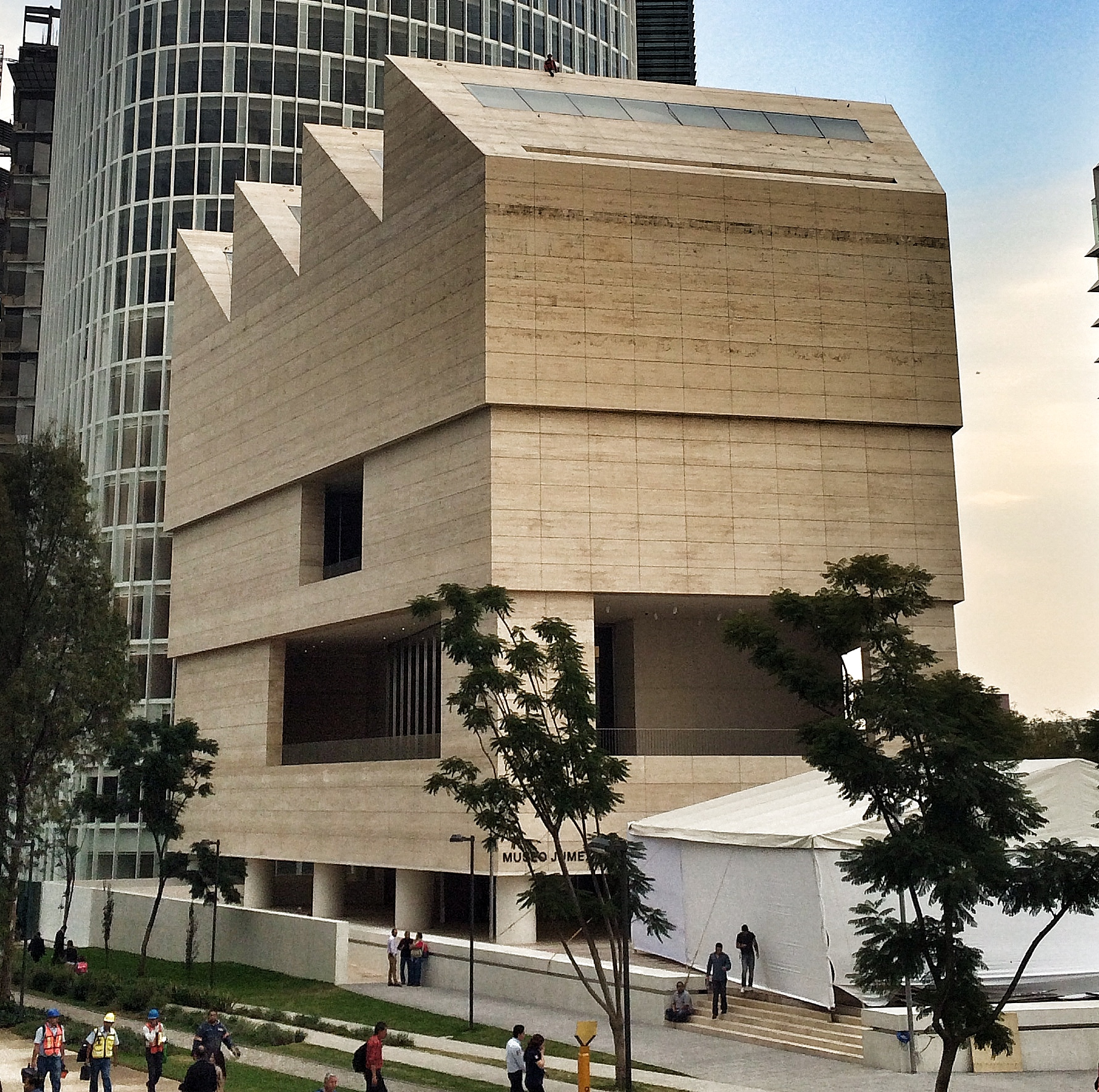
フメックス美術館

フメックス美術館の主な展示品は現代アートであり、1953年から2014年までの約2750点以上を展示。天井は鋸歯状になっており、上部から太陽光がよく入るよう設計されています。この美術館は英国人建築家デイビッド・チッパーフィールドによって設計され、これはラテンアメリカで彼の最初のプロジェクトでもある。

#### インブルサ水族館(Acuario Inbursa)
高さ:--m　面積:3500㎡　階数:1階(地下4階)　開業:2014年5月30日
インブルサ水族館はメキシコ国内で最も人気のある水族館であり、約350種類の海洋生物や14000点以上の標本を展示している。この水族館で一番人気のある海洋生物は、ペンギンです。

#### Telcel劇場(Teatro Telce)
高さ:--m　面積:----㎡　階数:地下一階　開業:----Y--M--D
Telcel(テルセル)劇場は約1500名の観客を収容できるメキシコシティの重要な文化施設。この劇場はメキシコの建築家ホセ・デ・アリマテア・モヤオによって設計され、座席は千鳥状に配置されている。Telcel劇場では演劇・製品発表会・映画・学校行事などのイベントが開催されています。

### オフィスビル

#### プレサ・ファルコンオフィスタワー(Torre de Oficinas Presa Falcón)
高さ:104m　階数:23階　面積:3420㎡　開業:2010年
プレサ・ファルコンオフィスタワーはプラザ・カルソ内で最も高い建築物となっており、23階建て。そのうち20階がオフィスビル、地上3階がショッピングモール、地下6階が駐車場である。高速エレベーターは8基搭載、ヘリポートも併設しており、Telcelオフィスタワー・カルソ第一住居タワーと接続している。

#### フリスコ・ラゴチューリッヒオフィスタワー(Torre de Oficinas Frisco – Zurich)
高さ:90m　階数:20階　面積:2130㎡　開業:2010年
フリスコ・ラゴチューリッヒオフィスタワーは20階建ての複合オフィスビル。うち17階がオフィス、地上2階が商業施設、地下6階が駐車場となっている。高速エレベーター8基搭載でヘリポートあり、カルソ第一住居タワー・Telcelオフィスタワー・カルソ第二オフィスタワーと接続している。

#### Telcelオフィスタワー(Torre de Oficinas Telcel)
高さ:90m　階数:20階　面積:3240㎡　開業:2010年
TelcelオフィスタワーはTelcelの本社が入っている20階建ての複合オフィスビル。地上3階はショッピングモール、4から20階がTelcel本社、地下6階は駐車場である。高速エレベーター8基、ヘリポートあり、プレサ・ファルコンオフィスタワー・ラゴチューリッヒオフィスタワーと接続している。

#### カルソ第二オフィスタワー(Torre Carso II)
高さ:--m　階数:--階　面積:3200㎡　開業:2014年
カルソ第二オフィスタワーは地上2階が商業施設の複合オフィスビル。ラゴチューリッヒオフィスタワー・カルソ第二住居タワーと接続している。

### 住宅施設

#### フメックスタワー(Torre Jumex)
高さ:88.9m　面積:----㎡　階数:22階　開業:2013年
フメックスタワーはフメックス美術館と隣接している住居・商業・ホテル混合の複合施設。7階は126部屋のホテル、1階はロビー・商業施設となっている。また、この施設はヘリポートが併設している。

#### ルノアールタワー(Torre Renoir)
高さ:--m　面積:1700㎡　階数:--階　開業:2013年
ルノアールタワーはラゴ・チューリッヒ通りを挟んで東側にあるプラザ・カルソのアパートメント。他の施設とは異なり、ルノアールタワーは別のプラザ・カルソの施設と接続をしていない。1階はメルセデスベンツのディーラーがあり、ヘリポートは併設されていない。

#### プラザ・カルソ第一住居タワー(Torre Residencial 1)
高さ:87m　面積:----㎡　階数:22階　開業:2010年
プラザ・カルソ第一住居タワー(プラザ・カルソ レジデンシャル1)はプラザ・カルソ開業と同時に営業を開始した居住施設。2つのマンションで構成されており、西側マンションは「モネット(Monet)タワー」、東側マンションは「ダリ(Dali)タワー」である。モネットタワーの屋上にはヘリポートが併設されていて、最上階にはプラザ・カルソの創設者である大富豪カルロス・スリムが居住している。また、PB階(0階)はラゴチューリッヒオフィスタワー・ファルコンオフィスタワーと、地下階は全て東西マンションと接続している。

#### プラザ・カルソ第二住居タワー(Torre Residencial 2)
高さ:87m　面積:----㎡　階数:20階(地下7階)　開業:2014年
プラザ・カルソ第二住居タワー(プラザ・カルソ レジデンシャル2)は、フメックスタワーと同時に営業を開始した2つのマンションからなる居住施設。第一住居タワーと比べこちらは土地面積が広く、各住居が狭いため、大量の入居者に対応したマンション。西側マンションは「ピサロ(pissaro)タワー」東側マンションは「クラウデル(claudel)タワー」と呼ばれ、基本的な設計や設備は共通である。またPB階(0階)はカルソ第二オフィスタワー、S2階(地下二階)は高級スーパーマーケット「シティーマーケット(city market)」と、S1～S7階(地下1階～地下7階)は東西のマンションで接続している。住居タワーの中心的な階であるPB階(0階)にある主な施設は、プール・応接室x2・キッズルーム・ジム・男女トイレなどの様々な設備が完備されている。

#### プラザ・カルソ第三住宅タワー(Torre Residencial 3)
高さ:--m　面積:----㎡　階数:--階　開業:未定
2023年頃から建設を開始した商業・住居複合施設。2024年現在も入居案内を行っている。

## 企業
プラザ・カルソ内全企業数:56社

### プレサ・ファルコンオフィスタワー
企業数:14社
| プレサ・ファルコンオフィスタワー | 1  |  | CMI amx media evolution                  |
| プレサ・ファルコンオフィスタワー | 2  |  | ERICSSON                                 |
| プレサ・ファルコンオフィスタワー | 3  |  | FÉNIX                                    |
| プレサ・ファルコンオフィスタワー | 4  |  | GRUPO SANBORNS                           |
| プレサ・ファルコンオフィスタワー | 5  |  | HUAWEI                                   |
| プレサ・ファルコンオフィスタワー | 6  |  | IDEAL                                    |
| プレサ・ファルコンオフィスタワー | 7  |  | INTEGRA CONSULTORES                      |
| プレサ・ファルコンオフィスタワー | 8  |  | NOKIA                                    |
| プレサ・ファルコンオフィスタワー | 9  |  | OPPO                                     |
| プレサ・ファルコンオフィスタワー | 10 |  | PHILIP MORRIS MÉXICO                     |
| プレサ・ファルコンオフィスタワー | 11 |  | RECKITT BENCKISER MEAD JOHNSON NUTRITION |
| プレサ・ファルコンオフィスタワー | 12 |  | SEARS                                    |
| プレサ・ファルコンオフィスタワー | 13 |  | TELMEX                                   |
| プレサ・ファルコンオフィスタワー | 14 |  | TOTVS                                    |

### フリスコ・ラゴチューリッヒオフィスタワー
企業数:21社
| フリスコ・ ラゴチューリッヒオフィスタワー | 1  |  | BENETTON      |
| フリスコ・ ラゴチューリッヒオフィスタワー | 2  |  | BROS          |
| フリスコ・ ラゴチューリッヒオフィスタワー | 3  |  | CON ALIMENTOS |
| フリスコ・ ラゴチューリッヒオフィスタワー | 4  |  | CONDUMEX      |
| フリスコ・ ラゴチューリッヒオフィスタワー | 5  |  | CHEMOURS      |
| フリスコ・ ラゴチューリッヒオフィスタワー | 6  |  | CICSA         |
| フリスコ・ ラゴチューリッヒオフィスタワー | 7  |  | CTIN          |
| フリスコ・ ラゴチューリッヒオフィスタワー | 8  |  | FLORES LOZANO |
| フリスコ・ ラゴチューリッヒオフィスタワー | 9  |  | GESTAMP SOLAR |
| フリスコ・ ラゴチューリッヒオフィスタワー | 10 |  | GRUPAK        |
| フリスコ・ ラゴチューリッヒオフィスタワー | 11 |  | GRUPO ORDÁS   |
| フリスコ・ ラゴチューリッヒオフィスタワー | 12 |  | IOS OFFICES   |
| フリスコ・ ラゴチューリッヒオフィスタワー | 13 |  | INPROS        |
| フリスコ・ ラゴチューリッヒオフィスタワー | 14 |  | INTERCAM      |
| フリスコ・ ラゴチューリッヒオフィスタワー | 15 |  | METLIFE       |
| フリスコ・ ラゴチューリッヒオフィスタワー | 16 |  | LA COSTEÑA    |
| フリスコ・ ラゴチューリッヒオフィスタワー | 17 |  | PEÑARANDA     |
| フリスコ・ ラゴチューリッヒオフィスタワー | 18 |  | PIAGUI GRUPO  |
| フリスコ・ ラゴチューリッヒオフィスタワー | 19 |  | PRINCIPAL     |
| フリスコ・ ラゴチューリッヒオフィスタワー | 20 |  | ROYAL CANIN   |
| フリスコ・ ラゴチューリッヒオフィスタワー | 21 |  | ZTE           |

### プラザ・カルソ第二オフィスタワー
企業数:20
| プラザ・カルソ 第二オフィスタワー | 1  |  | CACAO PAYCARD               |
| プラザ・カルソ 第二オフィスタワー | 2  |  | CANADIAN SOLAR              |
| プラザ・カルソ 第二オフィスタワー | 3  |  | CHEMOURS                    |
| プラザ・カルソ 第二オフィスタワー | 4  |  | DAHUA TECHNOLOGY            |
| プラザ・カルソ 第二オフィスタワー | 5  |  | FÓNDIKA                     |
| プラザ・カルソ 第二オフィスタワー | 6  |  | FOSSIL GROUP                |
| プラザ・カルソ 第二オフィスタワー | 7  |  | FUNDACIÓN CARLOS SLIM       |
| プラザ・カルソ 第二オフィスタワー | 8  |  | GLOBAL HITSS                |
| プラザ・カルソ 第二オフィスタワー | 9  |  | HIKVISION                   |
| プラザ・カルソ 第二オフィスタワー | 10 |  | HUAWEI                      |
| プラザ・カルソ 第二オフィスタワー | 11 |  | INTERCAM GRUPO FINANCIERO   |
| プラザ・カルソ 第二オフィスタワー | 12 |  | IZA BUSINESS CENTERS        |
| プラザ・カルソ 第二オフィスタワー | 13 |  | LA COMER                    |
| プラザ・カルソ 第二オフィスタワー | 14 |  | NEOLOGY                     |
| プラザ・カルソ 第二オフィスタワー | 15 |  | PLANES MEDICAL GRUPO        |
| プラザ・カルソ 第二オフィスタワー | 16 |  | PIÚ CAPITAL                 |
| プラザ・カルソ 第二オフィスタワー | 17 |  | RACKSPACE                   |
| プラザ・カルソ 第二オフィスタワー | 18 |  | SMILEPORIUN                 |
| プラザ・カルソ 第二オフィスタワー | 19 |  | UNIVERSIDAD LATINOAMERICARA |
| プラザ・カルソ 第二オフィスタワー | 20 |  | VALE NETWORK                |

### Telcelオフィスタワー
企業数:1
| Telcelオフィスタワー | 1 |  | Telcel |

## 交通

### 地下鉄サン・ジョアクイン(San Joaquín)駅
詳細は[San Joaquín]を参照
発着路線 : メキシコシティ市営地下鉄7号線
プラザ・カルソから2kmほど離れた最寄りの地下鉄駅で、徒歩25分、連絡道などのような接続設備はない。

### ミゲル・デ・セルヴァンテス・S./プレサ・ファルコンバス停(miguel de Cervantes S. y Presa Falcón)
発着路線 : 12A 12B 12C 12D
ソウマヤ美術館及びプラザ・カルソ正門前にあるバス停。4系統のバスが通っており、その行先は以下の通りである。
12A　ブエナビスタ駅　ー　地下鉄2号線クアトロ・カミノス(Cuatro Caminos)駅
12B　ブエナビスタ駅　ー　ロマス・デ・ソテロバス停
12C　地下鉄2号線サン・コスメ(San Cosme)駅　ー　地下鉄2号線クアトロ・カミノス(Cuatro Caminos)駅
12D　地下鉄2号線サン・コスメ(San Cosme)駅　ーロマス・デ・ソテロバス停
上記は全て下りバスの行先である。